# Ngô Lương Hanh
Ngô Lương Hanh (sinh năm 1949) là một sĩ quan cao cấp của Quân đội nhân dân Việt Nam, hàm Trung tướng, nguyên Chính ủy Học viện Hậu cần, Chính ủy Quân đoàn 1.

## Binh nghiệp
Trong thập niên 1970, khi đang là Đại đội trưởng Đại đội 15 của Trung đoàn 88 thuộc Sư đoàn 308, Ngô Lương Hanh từng tham gia cả 3 chiến dịch lớn trong giai đoạn này là Chiến dịch Lam Sơn 719, Chiến dịch Đường 9 – Khe Sanh và Chiến dịch Xuân – Hè 1972.
Khi còn mang quân hàm Đại tá, ông từng là Phó Sư đoàn trưởng về Chính trị của Sư đoàn 308 trong hai nhiệm kỳ 1990 – 1991 và 1992 – 1995. Ông được thăng hàm Thiếu tướng vào năm 2000 và một năm sau thì được bổ nhiệm làm Chính ủy Quân đoàn 1.  và Trung tướng năm 2007. Sau khi về hưu, ông là Trưởng ban Liên lạc Hội Cựu chiến binh Sư đoàn 308 khu vực Hà Nội.

## Lịch sử phong quân hàm
| Năm thụ phong |                                                  | 2000                                            | 2007                                                 |
| ------------- | ------------------------------------------------ | ----------------------------------------------- | ---------------------------------------------------- |
| Quân hàm      | Tập tin:Vietnam People's Army Senior Colonel.jpg | Tập tin:Vietnam People's Army Major General.jpg | Tập tin:Vietnam People's Army Lieutenant General.jpg |
| Cấp bậc       | Đại tá                                           | Thiếu tướng                                     | Trung tướng                                          |